# Standfussiana kuruschicola
Standfussiana kuruschicola là một loài bướm đêm trong họ Noctuidae.